# Joseph-Henri Costa de Beauregard
Joseph-Henri Costa de Beauregard (Beauregard, 20 aprile 1752 – Beauregard, 19 novembre 1824) è stato un militare francese.
Nel 1796 combatté Napoleone Bonaparte durante la campagna d'Italia, ottenendo nel 1797 il ruolo di capo di Stato Maggiore. Dopo la presa di Torino da parte della coalizione antifrancese fece parte della reggenza della città, ma si ritirò dopo la battaglia di Marengo.
Nel 1814, in clima di Restaurazione, fu richiamato dai Savoia per riorganizzare lo stato maggiore.